# Giro del Piemonte 1957
Il Giro del Piemonte 1957, quarantottesima edizione della corsa, si svolse il 12 maggio 1957 su un percorso di 240 km. La vittoria fu appannaggio dell'italiano Silvano Ciampi, che completò il percorso in 6h00'00", precedendo i connazionali Giuliano Michelon e Giacomo Fini.
Sul traguardo di Torino 60 ciclisti, su 103 partiti dalla medesima località, portarono a termine la competizione. 

## Ordine d'arrivo (Top 10)
| Pos. | Corridore         | Squadra              | Tempo    |
| ---- | ----------------- | -------------------- | -------- |
| 1    | Silvano Ciampi    | Faema-Guerra         | 6h00'00" |
| 2    | Giuliano Michelon | Asborno-Fréjus       | s.t.     |
| 3    | Giacomo Fini      | Faema-Guerra         | s.t.     |
| 4    | Adriano Zamboni   | Torpado              | s.t.     |
| 5    | Giuseppe Cainero  | Carpano-Coppi        | s.t.     |
| 6    | Stefano Gaggero   | Carpano-Coppi        | s.t.     |
| 7    | Agostino Coletto  | Carpano-Coppi        | s.t.     |
| 8    | Mario Tosato      | Torpado              | s.t.     |
| 9    | Giuseppe Barale   | San Pellegrino Sport | s.t.     |
| 10   | Nello Fabbri      | Legnano              | s.t.     |